# Milwaukee Bucks 2017-2018
La stagione 2017-2018 dei Milwaukee Bucks è stata la 50ª stagione della franchigia nella NBA.

## Draft
| Giro | Scelta | Giocatore   | Ruolo | Nazionalità | Università/Squadra |
| ---- | ------ | ----------- | ----- | ----------- | ------------------ |
| 1    | 17     | D.J. Wilson | AG    | Stati Uniti | Michigan           |

## Roster
| } \| Pos. \| Num. \| Naz. \| Nome \| Altezza \| Peso \| Data nascita \| Provenienza \| \| ---- \| ---- \| ---- \| -------------------------- \| ------- \| ------ \| ------------ \| ------------------ \| \| A \| 34 \| \| Antetokounmpo, Giannīs (C) \| 211 cm \| 101 kg \| 06-12-1994 \| Grecia \| \| P \| 6 \| \| Bledsoe, Eric \| 185 cm \| 93 kg \| 09-12-1989 \| Kentucky \| \| P/G \| 13 \| \| Brogdon, Malcolm \| 196 cm \| 98 kg \| 11-12-1992 \| Virginia \| \| G \| 23 \| \| Brown, Sterling \| 198 cm \| 104 kg \| 10-02-1995 \| Southern Methodist \| \| P/G \| 8 \| \| Dellavedova, Matthew \| 193 cm \| 90 kg \| 08-09-1990 \| Saint Mary's \| \| AG/C \| 31 \| \| Henson, John \| 211 cm \| 104 kg \| 28-12-1990 \| Carolina del Nord \| \| P \| 11 \| \| Jennings, Brandon \| 185 cm \| 77 kg \| 23-09-1989 \| Oak Hill Academy \| \| AG/C \| 7 \| \| Maker, Thon \| 216 cm \| 101 kg \| 25-02-1997 \| Orangeville Prep \| \| AP \| 22 \| \| Middleton, Khris (C) \| 203 cm \| 106 kg \| 12-08-1991 \| Texas A&M \| \| G/AP \| 15 \| \| Muhammad, Shabazz \| 198 cm \| 100 kg \| 13-11-1992 \| UCLA \| \| P \| 0 \| \| Munford, Xavier (TW) \| 191 cm \| 78 kg \| 01-06-1992 \| Rhode Island \| \| A \| 12 \| \| Parker, Jabari \| 203 cm \| 113 kg \| 15-03-1995 \| Duke \| \| C \| 40 \| \| Plumlee, Marshall (TW) \| 213 cm \| 97 kg \| 14-07-1991 \| Duke \| \| G \| 21 \| \| Snell, Tony \| 201 cm \| 100 kg \| 10-11-1991 \| New Mexico \| \| P/G \| 3 \| \| Terry, Jason \| 188 cm \| 84 kg \| 15-09-1977 \| Arizona \| \| A \| 5 \| \| Wilson, D. J. (GL) \| 208 cm \| 107 kg \| 19-02-1996 \| Michigan \| \| AG/C \| 44 \| \| Zeller, Tyler \| 213 cm \| 113 kg \| 17-01-1990 \| North Carolina \| | Allenatore - Joe Prunty (ad interim) Assistente/i - Stacey Augmon - Greg Foster - Eric Hughes - Chris Porter - Sean Sweeney Legenda - (C) Capitano - (FA) Free agent - (S) Sospeso - (TW) Contratto Two-way - (GL) Assegnato a squadra G League affiliata - Infortunato Roster • Transazioni · Ultima transazione: 1 aprile 2018 |                                                 |                            |         |        |              |                    |
| Pos. | Num. | Naz.                                            | Nome                       | Altezza | Peso   | Data nascita | Provenienza        |
| A | 34 | Grecia (bandiera)                               | Antetokounmpo, Giannīs (C) | 211 cm  | 101 kg | 06-12-1994   | Grecia             |
| P | 6 | Stati Uniti (bandiera)                          | Bledsoe, Eric              | 185 cm  | 93 kg  | 09-12-1989   | Kentucky           |
| P/G | 13 | Stati Uniti (bandiera)                          | Brogdon, Malcolm           | 196 cm  | 98 kg  | 11-12-1992   | Virginia           |
| G | 23 | Stati Uniti (bandiera)                          | Brown, Sterling            | 198 cm  | 104 kg | 10-02-1995   | Southern Methodist |
| P/G | 8 | Australia (bandiera)                            | Dellavedova, Matthew       | 193 cm  | 90 kg  | 08-09-1990   | Saint Mary's       |
| AG/C | 31 | Stati Uniti (bandiera)                          | Henson, John               | 211 cm  | 104 kg | 28-12-1990   | Carolina del Nord  |
| P | 11 | Stati Uniti (bandiera)                          | Jennings, Brandon          | 185 cm  | 77 kg  | 23-09-1989   | Oak Hill Academy   |
| AG/C | 7 | Sudan del Sud (bandiera) · Australia (bandiera) | Maker, Thon                | 216 cm  | 101 kg | 25-02-1997   | Orangeville Prep   |
| AP | 22 | Stati Uniti (bandiera)                          | Middleton, Khris (C)       | 203 cm  | 106 kg | 12-08-1991   | Texas A&M          |
| G/AP | 15 | Stati Uniti (bandiera)                          | Muhammad, Shabazz          | 198 cm  | 100 kg | 13-11-1992   | UCLA               |
| P | 0 | Stati Uniti (bandiera)                          | Munford, Xavier (TW)       | 191 cm  | 78 kg  | 01-06-1992   | Rhode Island       |
| A | 12 | Stati Uniti (bandiera)                          | Parker, Jabari             | 203 cm  | 113 kg | 15-03-1995   | Duke               |
| C | 40 | Stati Uniti (bandiera)                          | Plumlee, Marshall (TW)     | 213 cm  | 97 kg  | 14-07-1991   | Duke               |
| G | 21 | Stati Uniti (bandiera)                          | Snell, Tony                | 201 cm  | 100 kg | 10-11-1991   | New Mexico         |
| P/G | 3 | Stati Uniti (bandiera)                          | Terry, Jason               | 188 cm  | 84 kg  | 15-09-1977   | Arizona            |
| A | 5 | Stati Uniti (bandiera)                          | Wilson, D. J. (GL)         | 208 cm  | 107 kg | 19-02-1996   | Michigan           |
| AG/C | 44 | Stati Uniti (bandiera)                          | Zeller, Tyler              | 213 cm  | 113 kg | 17-01-1990   | North Carolina     |

## Classifiche

### Central Division
| Central Division        | Central Division | Central Division | Central Division | Central Division | Central Division | Central Division | Central Division | Central Division |
| Squadra                 | V                | S                | V%               | PR               | Casa             | Trasf            | Div              | PG               |
| ----------------------- | ---------------- | ---------------- | ---------------- | ---------------- | ---------------- | ---------------- | ---------------- | ---------------- |
| y – Cleveland Cavaliers | 50               | 32               | .610             | 9,0              | 29–12            | 21–20            | 11–5             | 82               |
| x – Indiana Pacers      | 48               | 34               | .585             | 11,0             | 27–14            | 21–20            | 10–6             | 82               |
| x – Milwaukee Bucks     | 44               | 38               | .537             | 15,0             | 25–16            | 19–22            | 6–10             | 82               |
| Detroit Pistons         | 39               | 43               | .476             | 20,0             | 25–16            | 14–27            | 9–7              | 82               |
| Chicago Bulls           | 27               | 55               | .329             | 32,0             | 17–24            | 10–31            | 4–12             | 82               |

### Eastern Conference
| Eastern Conference | Eastern Conference        | Eastern Conference | Eastern Conference | Eastern Conference | Eastern Conference | Eastern Conference |
| #                  | Squadra                   | V                  | S                  | V%                 | PR                 | PG                 |
| ------------------ | ------------------------- | ------------------ | ------------------ | ------------------ | ------------------ | ------------------ |
| 1                  | c – Toronto Raptors *     | 59                 | 23                 | .720               | –                  | 82                 |
| 2                  | x – Boston Celtics        | 55                 | 27                 | .671               | 4,0                | 82                 |
| 3                  | x – Philadelphia 76ers    | 52                 | 30                 | .634               | 7,0                | 82                 |
| 4                  | y – Cleveland Cavaliers * | 50                 | 32                 | .610               | 9,0                | 82                 |
| 5                  | x – Indiana Pacers        | 48                 | 34                 | .585               | 11,0               | 82                 |
| 6                  | y – Miami Heat *          | 44                 | 38                 | .537               | 15,0               | 82                 |
| 7                  | x – Milwaukee Bucks       | 44                 | 38                 | .537               | 15,0               | 82                 |
| 8                  | x – Wash. Wizards         | 43                 | 39                 | .524               | 16,0               | 82                 |
|                    |                           |                    |                    |                    |                    |                    |
| 9                  | Detroit Pistons           | 39                 | 43                 | .476               | 20,0               | 82                 |
| 10                 | Charlotte Hornets         | 36                 | 46                 | .439               | 23,0               | 82                 |
| 11                 | N.Y. Knicks               | 29                 | 53                 | .354               | 30,0               | 82                 |
| 12                 | Brooklyn Nets             | 28                 | 54                 | .341               | 31,0               | 82                 |
| 13                 | Chicago Bulls             | 27                 | 55                 | .329               | 32,0               | 82                 |
| 14                 | Orlando Magic             | 25                 | 57                 | .305               | 34,0               | 82                 |
| 15                 | Atlanta Hawks             | 24                 | 58                 | .293               | 35,0               | 82                 |

## Calendario e risultati

### Playoff

#### Primo turno

##### (7) Milwaukee Bucks – (2) Boston Celtics
| Playoffs 2018                                | Playoffs 2018                                | Playoffs 2018                                | Playoffs 2018                                | Playoffs 2018                                | Playoffs 2018                                | Playoffs 2018                                | Playoffs 2018                                | Playoffs 2018                                |
| Primo turno: 3–4 (Casa: 3–0; Trasferta: 0–4) | Primo turno: 3–4 (Casa: 3–0; Trasferta: 0–4) | Primo turno: 3–4 (Casa: 3–0; Trasferta: 0–4) | Primo turno: 3–4 (Casa: 3–0; Trasferta: 0–4) | Primo turno: 3–4 (Casa: 3–0; Trasferta: 0–4) | Primo turno: 3–4 (Casa: 3–0; Trasferta: 0–4) | Primo turno: 3–4 (Casa: 3–0; Trasferta: 0–4) | Primo turno: 3–4 (Casa: 3–0; Trasferta: 0–4) | Primo turno: 3–4 (Casa: 3–0; Trasferta: 0–4) |
| Partita                                      | Data                                         | Avversario                                   | Punteggio                                    | Più punti                                    | Più rimbalzi                                 | Più assist                                   | Spettatori                                   | Serie                                        |
| -------------------------------------------- | -------------------------------------------- | -------------------------------------------- | -------------------------------------------- | -------------------------------------------- | -------------------------------------------- | -------------------------------------------- | -------------------------------------------- | -------------------------------------------- |
| 1                                            | 15 aprile                                    | @ Boston Celtics                             | S 107–113 (OT)                               | Giannīs Antetokounmpo (35)                   | Giannīs Antetokounmpo (13)                   | Giannīs Antetokounmpo (7)                    | TD Garden 18,624                             | 0–1                                          |
| 2                                            | 17 aprile                                    | @ Boston Celtics                             | S 106–120                                    | Giannīs Antetokounmpo (35)                   | Giannīs Antetokounmpo (9)                    | Giannīs Antetokounmpo (8)                    | TD Garden 18,624                             | 0–2                                          |
| 3                                            | 20 aprile                                    | Boston Celtics                               | S 107–113 (OT)                               | Giannīs Antetokounmpo (35)                   | Giannīs Antetokounmpo (13)                   | Giannīs Antetokounmpo (7)                    | TD Garden 18.624                             | 0–1                                          |
| 4                                            | 22 aprile                                    | Boston Celtics                               | V 104–102                                    | Giannīs Antetokounmpo (27)                   | Antetokounmpo, Parker (7)                    | Antetokounmpo, Bledsoe (5)                   | Bradley Center 18.717                        | 2–2                                          |
| 5                                            | 24 aprile                                    | @ Boston Celtics                             | S 87–92                                      | Khris Middleton (23)                         | Giannīs Antetokounmpo (10)                   | Giannīs Antetokounmpo (9)                    | TD Garden 18.624                             | 3–2                                          |
| 6                                            | 26 aprile                                    | Boston Celtics                               | V 97–86                                      | Giannīs Antetokounmpo (31)                   | Giannīs Antetokounmpo (14)                   | Matthew Dellavedova (6)                      | Bradley Center 18.717                        | 3–3                                          |
| 7                                            | 28 aprile                                    | @ Boston Celtics                             | S 96–112                                     | Khris Middleton (32)                         | Giannīs Antetokounmpo (9)                    | Giannīs Antetokounmpo (5)                    | TD Garden 18.624                             | 3–4                                          |

## Mercato

### Free Agency

#### Prolungamenti contrattuali
| Giocatore   | Contratto                       |
| ----------- | ------------------------------- |
| Tony Snell  | 4 anni – 46 milioni di dollari  |
| Jason Terry | 1 anno – 2,3 milioni di dollari |

#### Acquisti
| Giocatore       | Contratto                       | Provenienza      |
| --------------- | ------------------------------- | ---------------- |
| DeAndre Liggins | 1 anno – 1,5 milioni di dollari | Dallas Mavericks |
| Gary Payton II  | Contratto Two-way               | Milwaukee Bucks  |
| Joel Bolomboy   | Contratto Two-way               | Utah Jazz        |
| Sean Kilpatrick | Contratto Two-way               | Brooklyn Nets    |

#### Cessioni
| Giocatore       | Motivo     | Nuova squadra                  |
| --------------- | ---------- | ------------------------------ |
| Michael Beasley | Free agent | N.Y. Knicks                    |
| Spencer Hawes   | Rilasciato |                                |
| Gary Payton II  | Rilasciato | L.A. Lakers / South Bay Lakers |

### Scambi
| 23 giugno 2017  | Milwaukee BucksCash considerations             | L.A. ClippersDraft rights per Sindarius Thornwell                                             |
| 6 luglio 2017   | Milwaukee BucksDraft rights per Sterling Brown | Philadelphia 76ersCash considerations                                                         |
| 7 novembre 2017 | Milwaukee BucksEric Bledsoe                    | Phoenix SunsGreg Monroe Scelta protetta 1º giro Draft 2018 Scelta protetta 2º giro Draft 2018 |

## Premi individuali
| Assegnato a           | Premio                                       | Data premio     | Ref.   |
| --------------------- | -------------------------------------------- | --------------- | ------ |
| Giannīs Antetokounmpo | Giocatore della settimana Eastern Conference | 23 ottobre 2017 | [ 12 ] |
| Khris Middleton       | Giocatore della settimana Eastern Conference | 29 gennaio 2018 | [ 13 ] |